# Robert Ambelain
Robert Ambelain (Párizs, 1907. szeptember 2. – Párizs, 1997. május 27.) ezotériára, okkultizmusra és asztrológiára specializálódott francia író, martinista és szabadkőműves. Mintegy 42 könyv írója, melyek közül egyes kiadványokat "Aurifer" írói álnéven, másokat – a Martinista Rendben használt – "Supérieur inconnu" ("Ismeretlen Feljebbvaló") misztikus néven jegyez.

## Tevékenységei

### Asztrológusként
Az ezotéria iránti érdeklődése az asztrológiával kezdődött 1921 környékén. 1937 és 1942 között három kötetes tanulmányt jelentetett meg Traité d'astrologie ésotérique (Tanulmány az ezoterikus asztrológiáról) címmel.

### Szabadkőművesként
1939. március 24-én avatták szabadkőművessé Párizsban, a Porte d'Orleans-nál(fr) lévő, Constant Chevillon nagymester védnöksége alatt működő, Memphis-Misraim Rítusú, La Jérusalem des vallées égyptiennes nevű páholyban, melyben 1941-ben mesteri fokozatot ért el. Az Alexandrie d'Égypte páholy rendezvényei Ambelain lakásán zajlottak, az ő vezetésével. Georges Bogé de Lagrèze avatta a Rítus legmagasabb fokozataiba, így beavatottja volt a 4-től kezdődően az 55., a 66. és 90. és 95. fokozatnak is. 1960 és 1985 között a Memphis-Misraim Rítus Francia Nagypáholya Nemzetközi Nagymestere volt, mely tisztségében Gérard Kloppel követte.
1942-ben újjáélesztette az Elus-Cohen Rendet, melynek ő lett a Szuverén Nagykommendátora. 1985-ben felélesztette a Primitív Skót Rítust. A Helyreállított Skót Rítusnak is tagja volt, melyben a "Szent Város Jótevő Lovagja" fokozatot érte el.

### Gnosztikusként
1946-ban szentelte fel Ambelain-t Roger Ménard ("Tau Eon II") az Egyetemes Gnosztikus Egyház püspökévé Tau Robert egyházi néven. 1958 szeptemberében a legfelsőbb egyházi szinódus patriarchává választotta őt Tau Jean III néven.

## Kitüntetései
- Croix de guerre 1939-1945(fr), II. Világháborús érdemrend
- Ordre des Arts et des Lettres(fr), kulturális tevékenységéért

## Lásd még
- Robert Ambelain hivatalos weboldala

## Fordítás
- Ez a szócikk részben vagy egészben  a   Robert Ambelain című francia Wikipédia-szócikk fordításán alapul.  Az eredeti cikk szerkesztőit annak laptörténete sorolja fel. Ez a jelzés csupán a megfogalmazás eredetét és a szerzői jogokat jelzi, nem szolgál a cikkben szereplő információk forrásmegjelöléseként.